# Pascal Berenguer
Pascal Berenguer, né le 20 mai 1981 à Marseille, est un footballeur français ayant évolué au poste de milieu défensif. Il a ensuite été durant un an entraîneur adjoint des U19 du Tours FC.

## Biographie

### En club
Pascal Berenguer effectue toutes ses classes de jeune footballeur à l'US Corte ainsi qu'à l'Étoile filante bastiaise avant de rejoindre le SC Bastia en 1997.
Il y découvre le milieu professionnel lentement, faisant régulièrement ses classes avec la réserve professionnelle bastiaise, avec laquelle il débute en 1997-1998 (1 match de CFA). Régulièrement titularisé la saison suivante (27 matchs en CFA pour 1 but en 1998-1999), son abattage physique et sa frappe de balle surpuissante attirent Frédéric Antonetti qui l'intègre au groupe professionnel et le fait rentrer en fin de match contre Lens (victoire 2-0), le 13 octobre 1999, pour sa première apparition au haut niveau.
En parallèle, Pascal remporte le Championnat d'Europe des moins de 19 ans 2000, avec la sélection française, en compagnie de son camarade du centre de formation, Nicolas Penneteau.
Alors qu'il n'a pas 20 ans, Pascal semble paré pour intégrer l'équipe première du Sporting mais les concurrences de Yann Lachuer, Piotr Swierczewski, Sébastien Piocelle et Lilian Nalis, ainsi que le départ de Frédéric Antonetti, marquent la fin de ses illusions. Pascal participe cependant activement à la remontée de la réserve bastiaise en CFA en compagnie de ses coéquipiers du centre de formation. Mais les arrivées de Michael Essien, de Fabrice Jau, de Reynald Pedros et l'éclosion de son camarade Patrick Beneforti sont claires quant à ses chances d'évoluer au SCB. Robert Nouzaret le lui confirme, l'invitant à chercher du temps de jeu ailleurs en attendant la saison suivante. Pascal envisage même d'arrêter le football professionnel et se réinscrit en STAPS à l'Université de Corse (Corte).
Mais le virus du ballon rond reprend rapidement le dessus. Après 3 matches en CFA, il est prêté au FC Istres deux saisons de suite où il s'installe dans l'entrejeu et se révèle l'une des pièces-maîtresses du club provençal, à la lutte pour le maintien en D2. Franck Chaussidière, Filipe Teixeira Andrade, Patrice Maurel et Amor Kehiha sont ses partenaires réguliers.
Petite anecdote : durant la trêve hivernale de la saison 2001-2002, le SCB organise un match amical contre le FC Istres afin de tester certains joueurs à l'essai, dont un attaquant brésilien buteur. Mais ce sont les Istréens, avec Bérenguer titulaire, qui remportent le match 2-1 grâce à un doublé de Mahamat Hissein. L'attaquant brésilien mis à l'essai par le SCB n'est pas retenu, « n'ayant pas le profil » pour Nouzaret, comme ce fut le cas pour beaucoup de joueurs à l'essai au club...
À son retour, Gérard Gili prend les rênes du Sporting et les arrivées de Cyril Jeunechamp et de Jocelyn Gourvennec n'y font rien : Pascal doit quitter l'Île de Beauté. 
Son arrivée à l'AS Nancy-Lorraine est un pari : le club lorrain flirte alors avec la relégation en National, les caisses sont vides et Francis Smerecki ne fait plus l'unanimité. L'arrivée au poste d'entraîneur de Pablo Correa va changer la donne du club et permettre à Pascal de progresser et de postuler peu à peu à une place de titulaire devant Geoffrey Doumeng, Emmanuel Duchemin, Jonathan Brison, Benjamin Nicaise, Bertrand Fayolle ou Landry N'Guémo. Lentement mais sûrement, sa montée en puissance coïncide avec celle du club lorrain, jusqu'à sa victoire en Coupe de la Ligue devant l'OGC Nice de Frédéric Antonetti (2006) et ses aventures européennes en Coupe de l'UEFA 2006-2007. L'abattage et le goût du combat de Pascal en font un coéquipier sur qui compter lors des matchs au couteau, ce qui ne l'empêche pas de marquer ni de s'essayer aux frappes lointaines spectaculaires, qui finissent souvent sur le cadre.
Pascal Bérenguer est prêté le 26 août 2011 au Racing Club de Lens afin d'apporter son expérience. Le 2 décembre 2011, lors de la 16e journée du championnat de France de L2 et la réception de Tours, il inscrit son premier but sous les couleurs sang et or (victoire 3-0). Il termine la saison sur le banc et n'est pas conservé par le club nordiste.
N'entrant toujours pas dans les plans de Jean Fernandez, son entraîneur à l'AS Nancy-Lorraine, Pascal Berenguer est à nouveau prêté le 3 septembre 2012, cette fois-ci au Tours FC. Après un an de prêt, il est laissé libre par Nancy et s'engage alors définitivement à Tours. Alors que son contrat court jusqu'en 2016, il résilie avec le TFC le 11 novembre 2015 et prend sa retraite sportive pour devenir co-entraineur, en compagnie de Gilbert Zoonekynd, des U19 du club.

### En sélection
Le 14 mai 1998, il honore sa première sélection avec la Corse à seulement 17 ans. La Squadra Corsa s'incline alors 1-0 face au Cameroun. 
Le 21 mai 2010, il marque son premier but en sélection lors de la finale de la Corsica Football Cup face au Gabon. Les deux équipes se neutralisent 1-1 et la Corse l'emporte 5-4 aux tirs au but, Pascal Berenguer transformant le sien.

#### Buts en sélection
| N° | Date        | Lieu                                 | Adversaire | Score | Résultat  | Compétition          |
| -- | ----------- | ------------------------------------ | ---------- | ----- | --------- | -------------------- |
| 1. | 21 mai 2010 | Stade Armand Cesari, Furiani, France | Gabon      | 1–0   | 1-1 (5-4) | Corsica Football Cup |

## Palmarès

### En club
- AS Nancy-Lorraine
  - Coupe de la Ligue :
    - Vainqueur (1) : 2006

  - Championnat de France de L2 :
    - Champion (1) : 2005

### En sélection
- France - 18 ans
  - Euro - 18 ans :
    - Vainqueur (1) : 2000

En mai 2010 il remporte la Corsica Football Cup avec la Corse.

## Statistiques
| Saison                | Club                       | Championnat           | Championnat | Championnat | Coupe nationale | Coupe nationale | Coupe de la Ligue | Coupe de la Ligue | Compétition(s) continentale(s) | Compétition(s) continentale(s) | Compétition(s) continentale(s) | Sélection       | Sélection | Sélection | Total | Total |
| Saison                | Club                       | Division              | M.          | B.          | M.              | B.              | M.                | B.                | Comp.                          | M.                             | B.                             | Équipe          | M.        | B.        | M.    | B.    |
| 1999-2000             | Sporting Club de Bastia    | 1                     | 1           | 0           | -               | -               | -                 | -                 | -                              | -                              | -                              | France - 18 ans | 7         | 0         | 8     | 0     |
| 2000-2001             | Sporting Club de Bastia    | 1                     | -           | -           | -               | -               | -                 | -                 | -                              | -                              | -                              | France - 20 ans | 6         | 1         | 6     | 1     |
| 2001-2002             | FC Istres (prêt)           | 2                     | 27          | 2           | 1               | 1               | -                 | -                 | -                              | -                              | -                              | -               | -         | -         | 28    | 3     |
| 2002-2003             | FC Istres (prêt)           | 2                     | 34          | 3           | 1               | 0               | 2                 | 1                 | -                              | -                              | -                              | -               | -         | -         | 37    | 4     |
| 2003-2004             | AS Nancy-Lorraine          | 2                     | 33          | 1           | 3               | 0               | 2                 | 0                 | -                              | -                              | -                              | -               | -         | -         | 38    | 1     |
| 2004-2005             | AS Nancy-Lorraine          | 2                     | 23          | 3           | -               | -               | 1                 | 0                 | -                              | -                              | -                              | -               | -         | -         | 24    | 3     |
| 2005-2006             | AS Nancy-Lorraine          | 1                     | 35          | 0           | 1               | 0               | 5                 | 0                 | -                              | -                              | -                              | -               | -         | -         | 41    | 0     |
| 2006-2007             | AS Nancy-Lorraine          | 1                     | 28          | 0           | 1               | 1               | 2                 | 0                 | C3                             | 8                              | 2                              | -               | -         | -         | 39    | 3     |
| 2007-2008             | AS Nancy-Lorraine          | 1                     | 35          | 4           | 2               | 0               | 2                 | 0                 | -                              | -                              | -                              | -               | -         | -         | 39    | 4     |
| 2008-2009             | AS Nancy-Lorraine          | 1                     | 27          | 2           | 1               | 0               | 1                 | 0                 | C3                             | 5                              | 1                              | -               | -         | -         | 34    | 3     |
| 2009-2010             | AS Nancy-Lorraine          | 1                     | 30          | 2           | 1               | 0               | 2                 | 0                 | -                              | -                              | -                              | -               | -         | -         | 33    | 2     |
| 2010-2011             | AS Nancy-Lorraine          | 1                     | 18          | 4           | 1               | 0               | -                 | -                 | -                              | -                              | -                              | -               | -         | -         | 19    | 4     |
| 2011                  | AS Nancy-Lorraine          | 1                     | 2           | 0           | -               | -               | -                 | -                 | -                              | -                              | -                              | -               | -         | -         | 2     | 0     |
| 2011-2012             | Racing Club de Lens (prêt) | 2                     | 23          | 1           | 1               | 0               | 2                 | 0                 | -                              | -                              | -                              | -               | -         | -         | 26    | 1     |
| 2012-2013             | Tours FC (prêt)            | 2                     | 27          | 3           | 1               | 0               | -                 | -                 | -                              | -                              | -                              | -               | -         | -         | 28    | 3     |
| 2013-2014             | Tours FC                   | 2                     | 29          | 0           | 1               | 0               | 3                 | 0                 | -                              | -                              | -                              | -               | -         | -         | 33    | 0     |
| 2014-2015             | Tours FC                   | 2                     | 22          | 0           | 2               | 0               | 1                 | 0                 | -                              | -                              | -                              | -               | -         | -         | 25    | 0     |
| 2015                  | Tours FC                   | 2                     | 1           | 0           | -               | -               | 1                 | 1                 | -                              | -                              | -                              | -               | -         | -         | 2     | 1     |
| Total sur la carrière | Total sur la carrière      | Total sur la carrière | 395         | 25          | 17              | 2               | 24                | 2                 | -                              | 13                             | 3                              | -               | 13        | 1         | 462   | 33    |

## Vie privée
- Il est d'abord champion d'athlétisme dans les catégories de jeunes avant de choisir le football.